# Compañía General de los Ferrocarriles Catalanes
La Compañía General de los Ferrocarriles Catalanes (CGFC) era una empresa privada ferroviaria catalana que explotó entre 1919 y 1976 las líneas de tren de ancho ferroviario métrico que discurrían entre las comarcas catalanas de Barcelonés, Bajo Llobregat, Noya, Bages y Bergadá, conocida popularmente como «el Carrilet». En la actualidad la parte que todavía existe de estas líneas es explotada por la empresa pública Ferrocarriles de la Generalidad de Cataluña para transporte de pasajeros (Línea Llobregat-Noya) y mercancías.

## Historia

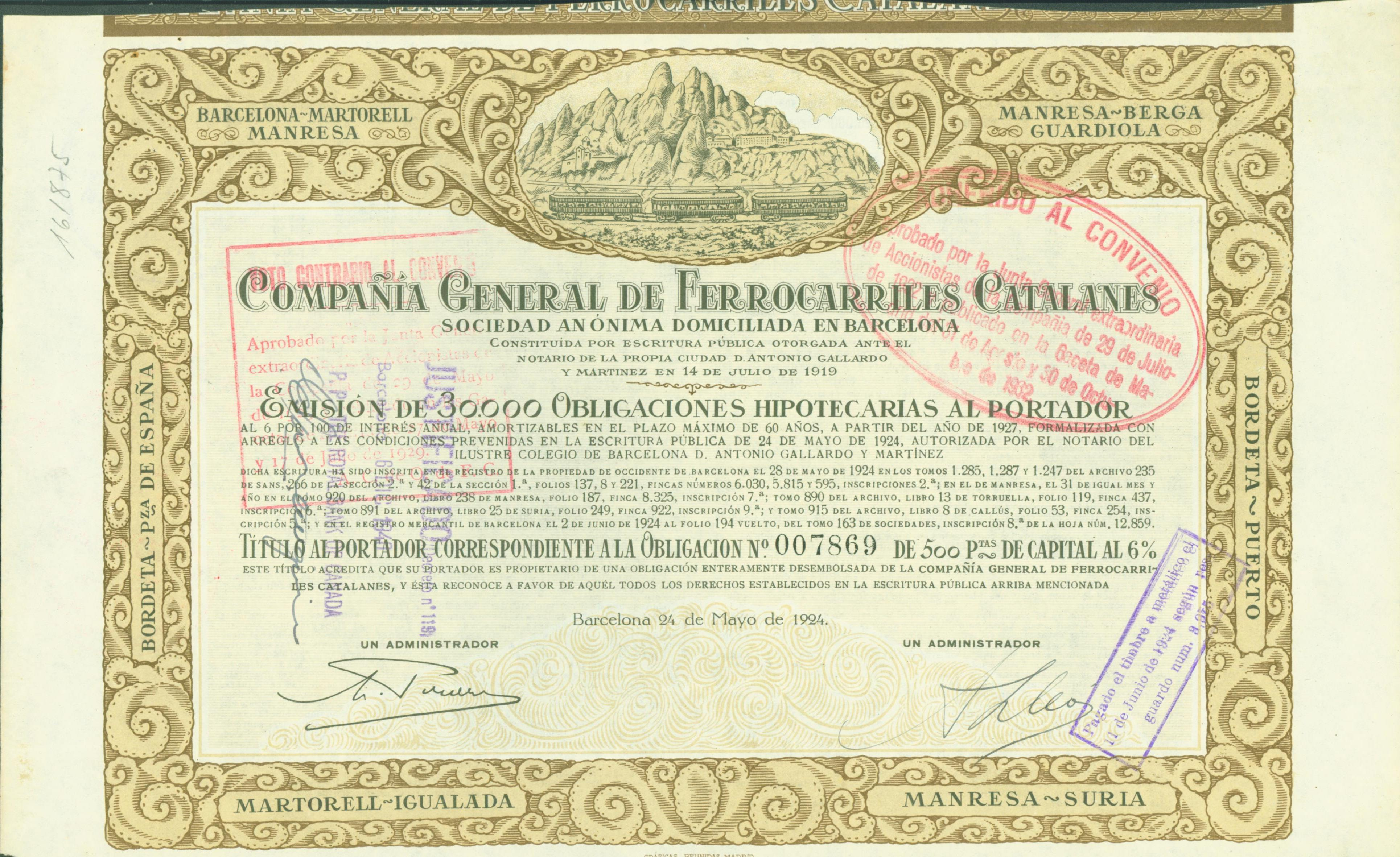
Obligación de la Compañía General de los Ferrocarriles Catalanes del 24 de mayo de 1924

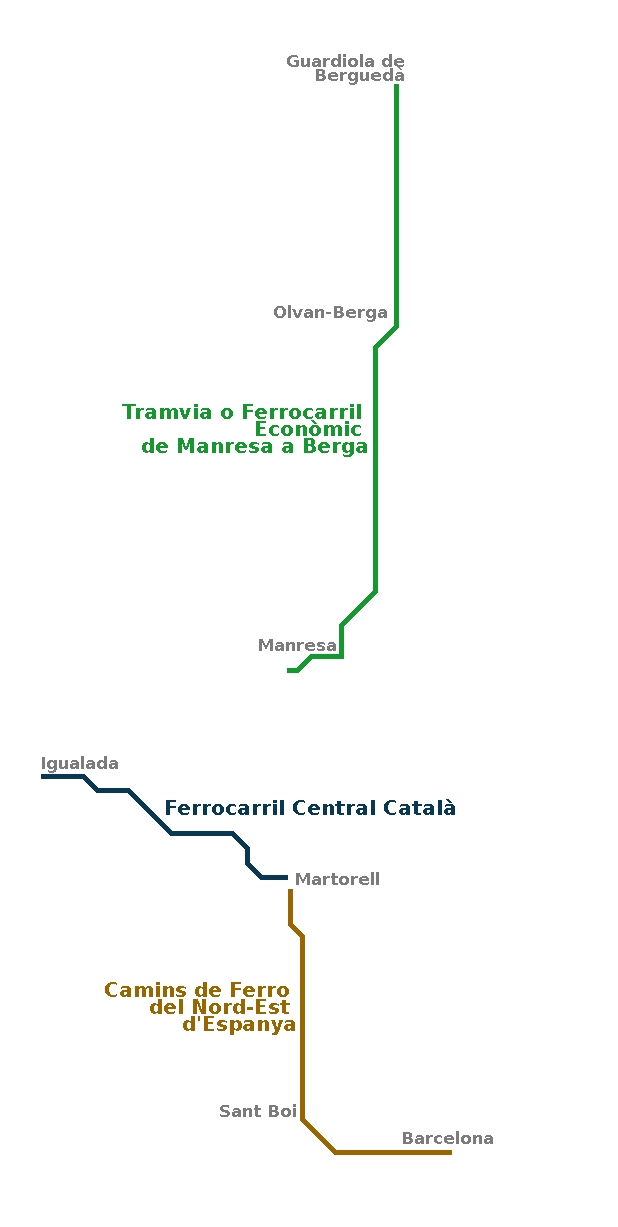
Esquema de las líneas en 1919

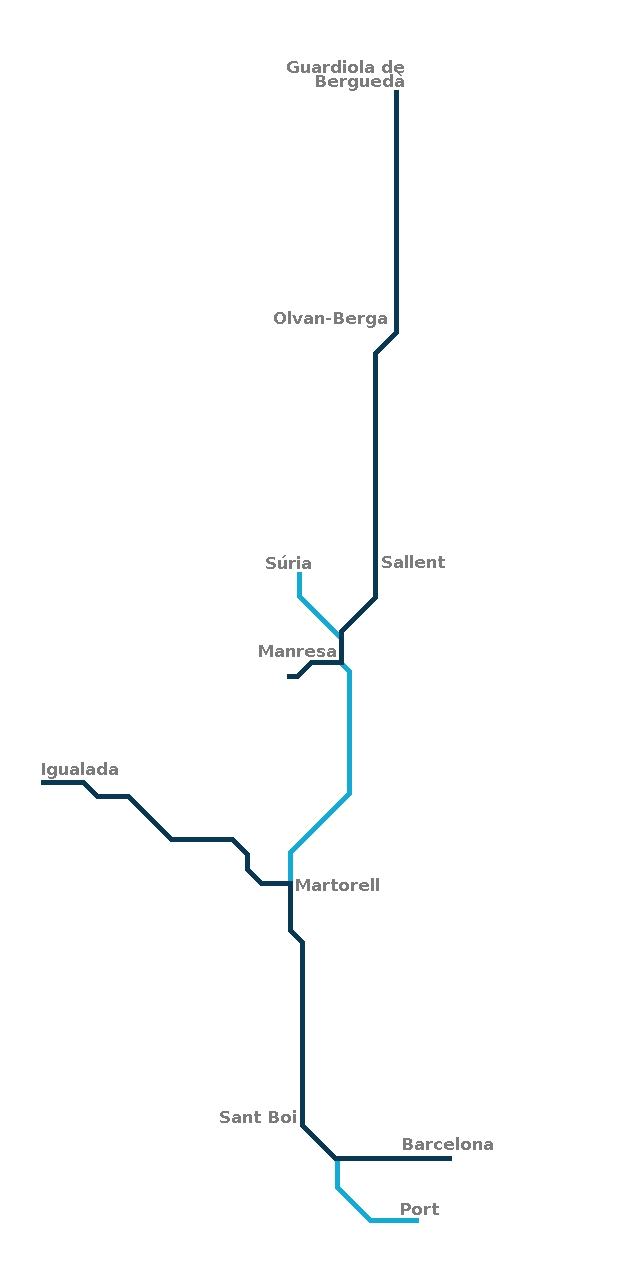
Esquema de la línea en 1926 con las nuevas ampliaciones

La compañía se creó el 4 de julio de 1919 para integrar tres empresas que explotaban diferentes líneas: Caminos de Hierro del Nordeste de España —entre Martorell y Barcelona—, Ferrocarril Central Catalán —entre Martorell e Igualada— y Tranvía o Ferrocarril Económico de Manresa en Berga —entre Manresa, Berga y Guardiola de Berga—. Aun así, esta última sociedad subsistió hasta 1978 como una empresa independiente participada por la CGFC junto con varios accionistas.
En 1924, el CGFC, inauguró la construcción del tramo entre Martorell y Manresa con la finalidad de unificar la línea de Barcelona a Igualada con la de Manresa a Guardiola. También abrió ese mismo año, el tramo de ferrocarril entre las minas de sales de potasio de Suria y Manresa para el transporte de mercancías. En 1926 el CGFC inicia la construcción de la estación de metro de Plaza de España de Barcelona, desde la antigua estación de Magòria. En 1926 también está abierto para el tráfico de mercancías en Barcelona una rama entre La Bordeta y la estación de tren de Vilanova o del Morrot.
En 1936, el CGFC es colectivizado y administrado por un comité de trabajadores de la UGT y de la CNT y, con la llegada de las tropas franquistas a Cataluña en 1939, los anteriores propietarios toman de nuevo el control de la empresa. Durante los combates en la Guerra Civil muchas de las secciones, instalaciones y materiales se encontraban en mal estado y algunas no llegaron a ser rehabilitados, como el caso del enlace de Manresa entre la estación de CGFC y la Compañía de los Caminos de Hierro del Norte de España, en la actualidad de Adif. En la década del 50 comenzaron a llegar las primeras unidades diésel de la línea y el 1961 se electrificó el tramo entre San Baudilio de Llobregat y Pallejá. La compañía continuó la electrificación en 1971 hasta Monistrol de Montserrat.
Los problemas económicos que arrastraba la CGFC hicieron que entre 1972 y 1973 se cerrara el servicio ferroviario entre Manresa y Guardiola de Berga. La construcción del Embalse de la Baells, que afectaba de pleno al trazado de la línea, sirvió como motivo para que el 2 de mayo de 1972 circulase el último servicio entre las estaciones de Guardiola de Berga y Olván-Berga. La construcción del Túnel del Cadí y la consiguiente reforma del Eje del Llobregat, sirvieron también como argumento para eliminar el tramo entre Sallent y Olván, por donde circulaba la línea siguiendo la carrera C-1411. El último trayecto de pasajeros entre Olván-Berga y Manresa se realiza el 30 de junio de 1973 y sólo desde entonces está en servicio para mercancías el tramo entre Manresa y Sellent de Llobregat para el transporte de sales de potasio.
Los problemas financieros continuaron y llevó a la empresa a declararse en quiebra. En 1976 el Estado tuvo que intervenir y la empresa pública FEVE se apoderó de la explotación provisional de la línea, pero al año siguiente se anunció el posible cierre de la sección de Martorell-Igualada. El 5 de septiembre de 1979 el restaurado Parlamento de Cataluña aprobó en una de sus primeras decisiones la creación de los Ferrocarriles de la Generalidad de Cataluña (FGC), una empresa pública que absorbe la CGFC junto con la también privada Compañía de Ferrocarriles de Cataluña para asumir así la gestión de las líneas del Llobregat y el Vallés.

## Proyectos de la compañía

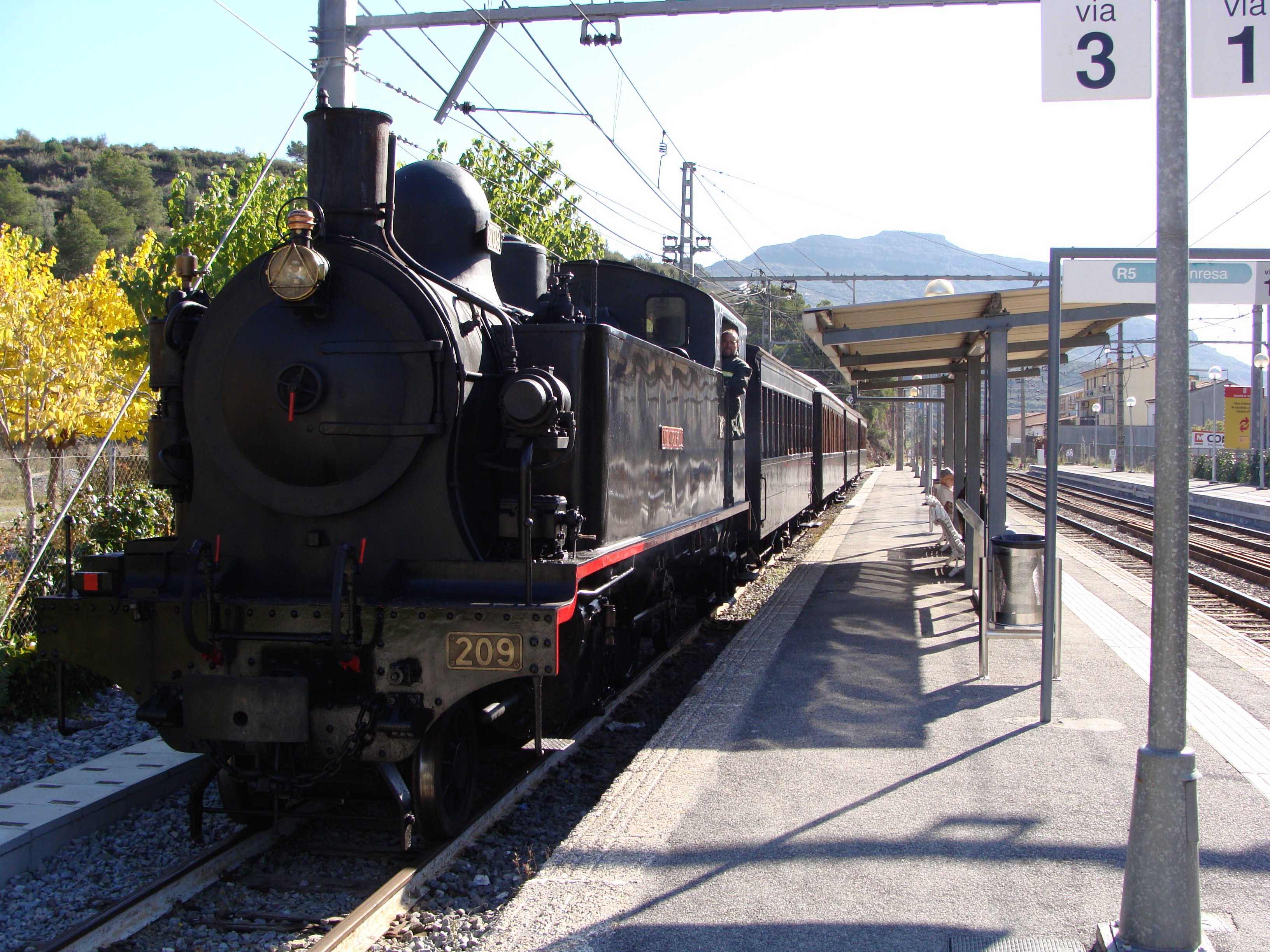
Locomotora Monistrol 209.

Durante la década de 1920, la compañía realizó diferentes estudios para prolongar la línea desde Guardiola de Berga hasta Puigcerdá, la Seo de Urgel y Olot.

## Conservación de material móvil
FGC realiza viajes para pasajeros entre Martorell-Enlace y Monistrol de Montserrat con un tren de la CGFC, normalmente encabezado por la locomotora de vapor Monistrol 209 —fuera de servicio—.
FGC también cuenta con otros vehículos heredados de la CGFC como el automotor Naval 5001 —fuera de servicio—, locomotora Alsthom 1003 y diverso material móvil.
La Asociación de Amigos del Ferrocarril de Barcelona es titular del automotor Patxanga 304, locomotora Berga 31 y locomotora Garratt 106 —estas dos últimas fuera de servicio— y coches de madera para realizar viajes históricos, todo el material está cedido a FGC.